# Brongniartia lupinoides
Brongniartia lupinoides är en ärtväxtart som först beskrevs av Carl Sigismund Kunth, och fick sitt nu gällande namn av Paul Hermann Wilhelm Taubert. Brongniartia lupinoides ingår i släktet Brongniartia och familjen ärtväxter. IUCN kategoriserar arten globalt som livskraftig. Inga underarter finns listade i Catalogue of Life.